# Defensive line
La defensive line (in italiano linea di difesa) è un termine del football americano con cui si definisce l'insieme dei defensive linemen.
La linea di difesa si schiera di fronte alla offensive line (linea d'attacco). Scopo dei defensive linemen è quello di placcare gli avversari al fine di fermare gli attacchi di corsa o il quarterback per tentare di fermare gli attacchi di lancio. 
Esistono due principali formazioni usate in difesa:
- 4-3, in cui sono presenti quattro defensive linemen (due defensive end e due defensive tackle, questi ultimi al centro) e tre linebacker.
- 3-4, in cui sono presenti tre defensive linemen (due defensive end e un defensive tackle nel mezzo, chiamato nose tackle) e quattro linebacker.